# Умберто Новаро
Умберто Новаро (італ. Umberto Novaro, 26 жовтня 1891, Діано-Марина - 21 липня 1940, Середземне море ) - італійський морський офіцер.
Ніс службу у Королівських військово-морських силах Італії під час Другої світової війни. 

## Біографія
Умберто Новаро народився 26 жовтня 1897 року у містечку Діано-Марина, провінція Імперія. Отримав диплом в Морському інституті Імперії, був призваний на військову службу та вступив до Військово-морської академії в Ліворно, яку закінчив у 1914 році у званні гардемарина.
Брав участь у Першій світовій війні на борту міноносця «Айроне» та есмінця «Піладе Брондзетті», де був начальником артилерії малого та середнього калібрів. Отримав звання молодшого лейтенанта у 1916 році і лейтенанта у 1917 році. 
Після закінчення війни командував мінним тральщиком, отримав званні капітана III рангу у 1926 році, капітана II рангу у 1931 році. Ніс службу на військово-морській базі в Ла-Спеції, був командиром есмінця «Квінтіно Селла», заступником командира крейсера «Джованні делле Банде Нере». Комнадував есмінцями «Антоніо да Нолі» і «Джованні да Верраццано».
У 1938 році отримав звання капітана I рангу і був призначений командиром крейсера «Бартоломео Коллеоні».
Під час бою біля мису Спада 19 липня 1940 року був важко поранений. Після загибелі крейсера «Бартоломео Коллеоні» був підібраний британцями, але помер 21 липня на борту британського госпітального судна «Мен» (англ. Maine). Був похований в Александрії. 
На його похорони прийшли моряки кораблів, що брали участь у битві, в тому числі командувач британського з'єднання під час битви капітан Коллінз.
Умберто Новаро посмертно був нагороджений золотою медаллю «За військову доблесть».

## Нагороди
- Золота медаль «За військову доблесть»

## Вшанування
На честь Умберто Новаро планувалось назвати один з есмінців типу «Команданті Медальє д'Оро», але будівництво не було завершене.